# Strada statale 318 di Valfabbrica
La strada statale 318 di Valfabbrica (SS 318), già in parte nuova strada ANAS 22 di Pianello (NSA 22) è una strada statale italiana che implementa il collegamento Perugia-Ancona.
Interamente in territorio umbro, inizia dallo svincolo Valfabbrica-Ancona della SS 3 bis (meglio conosciuta come E45), e termina a Fossato di Vico, dove confluisce sulla SS 76 della Val d'Esino.
Il 28 luglio 2016 è stato inaugurato il tratto a doppia carreggiata con due corsie per senso di marcia Pianello-Casacastalda.
Fa parte del cosiddetto Quadrilatero Marche-Umbria che coinvolge anche la ss 77 della Val di Chienti, che collega Foligno (PG) a Civitanova Marche (MC).

## Percorso
La strada ha origine dalla strada statale 3 bis (E45) dallo svincolo Valfabbrica-Ancona e si presenta a carreggiata doppia, con due corsie per senso di marcia.
La strada termina senza soluzione di continuità confluendo nella strada statale 76 della Val d'Esino in corrispondenza dello svincolo di Fossato di Vico dove incrocia la strada statale 3 Via Flaminia.
L'attuale tracciato è in parte risultato dell'opera di riammodernamento dell'arteria, considerata cruciale nei collegamenti est-ovest della penisola, nella fattispecie per quanto riguarda il corridoio Perugia-Ancona.
Con il D.P.C.M. del 23 novembre 2004, divenuto esecutivo il 4 settembre 2006, il tracciato della statale è stato modificato come segue:
- incorporazione della nuova strada ANAS 22 di Pianello (lunga 5,539 km) da Lidarno a Pianello, in sostituzione del precedente tratto iniziale da Ponte Felcino a Pianello, dismesso e consegnato alla Regione Umbria;
- incorporazione quale tratto finale di un tratto della ex strada statale 219 di Gubbio e Pian d'Assino (lungo 5,600 km) da Branca a Fossato di Vico.

Il 3 aprile 2009 è stato aperto al traffico un tratto in variante da Branca all'innesto con la strada statale 3 Via Flaminia e la strada statale 76 della Val d'Esino che ha portato la lunghezza complessiva dell'arteria agli attuali 42,170 km; il tratto di strada da Branca a Fossato di Vico torna ad essere classificato quale strada statale 219 di Gubbio e Pian d'Assino, rimanendo però di pertinenza ANAS.
Il 28 luglio 2016 è stato inaugurato il tratto a doppia carreggiata con due corsie per senso di marcia tra lo svincolo di Pianello (con entrata in direzione Perugia, ed uscita in direzione Ancona) e lo svincolo di Casacastalda (con entrata ed uscita, sia in direzione Perugia, che in direzione Ancona).
Il lotto Pianello-Valfabbrica (8,5 km) è stato realizzato dalla controllata Quadrilatero, mentre il tratto Valfabbrica-Casacastalda (6,8 km) è stato realizzato direttamente da Anas.
In questo tratto, tra il km 11 ed il km 14, sono state realizzate 2 gallerie, attualmente a canna unica, ovvero a carreggiata singola, con una sola corsia per senso di marcia.
Tra i due trafori, denominati Galleria Picchiarella (900 m ) e Galleria Casa Castalda (1498 m), in corrispondenza del viadotto Calvario (61 m) presso l'abitato di Casacastalda è prevista l'attivazione di un ulteriore svincolo, la cui rampa di uscita, in direzione Ancona, risulta già parzialmente costruita.

### Tabella percorso
| di Valfabbrica | |      |           |
| Tipo           | Indicazione | km   | Provincia |
|                | Tiberina Perugia - Terni - Cesena - Ravenna Centrale Umbra Foligno - Assisi Autostrada del Sole Roma - Firenze                             | 0,0  | PG        |
|                | Petrignano - Assisi | 3,2  | PG        |
|                | Area di servizio | 3,8  | PG        |
|                | Pianello (entrata solo dir. Perugia e uscita solo dir. Ancona) Inizio tratto /var Variante di Valfabbrica                                  |      | PG        |
|                | Valfabbrica | 6,1  | PG        |
|                | Termine tratto a 4 corsie |      | PG        |
|                | Inizio tratto a 4 corsie |      | PG        |
|                | Casacastalda Termine tratto /var Variante di Valfabbrica                                                                                   | 14,9 | PG        |
|                | di Gubbio e Pian d'Assino Gubbio - Branca- Fano                                                                                            | 34,5 | PG        |
|                | Branca Presidio Ospedaliero di Gubbio e Gualdo Tadino (entrata in SS 318 solo in direzione Perugia e uscita dalla SS 318 solo dir. Ancona) | 35,8 | PG        |
|                | Gualdo Tadino Via Flaminia Roma - Foligno                                                                                                  | 39,9 | PG        |
|                | Fossato di Vico Via Flaminia Fano | 42,2 |           |
|                | della Val d'Esino Fabriano - Jesi - Ancona - Falconara Marittima                                                                           | 42,2 |           |

## Strada statale 318 dir di Valfabbrica
La strada statale 318 dir di Valfabbrica (SS 318), già nota come nuova strada ANAS 23 di Pianello - diramazione Petrignano (NSA 23) e ancor prima come strada statale 318 dir per Petrignano d'Assisi (SS 318 dir), è una strada statale italiana.
Rappresenta una diramazione della SS 318 che nei pressi di Sant'Egidio, frazione di Perugia, si diparte entrando nel territorio d'Assisi e terminando il proprio breve percorso tra le località di Torchiagina e di Petrignano.